# David Pritchard
David Brine Pritchard (19 de octubre de 1919 - 12 de diciembre de 2005) fue un jugador de ajedrez británico, escritor de ajedrez y consultor de juegos de interior.  
Él ganó preeminencia como consultor de juegos de interior y deportes mentales, un papel que él mismo creó. Un jugador natural de juegos, era a él a quien los inventores o editores recurrían para organizar un campeonato de un nuevo juego, escribir sobre él o promoverlo en general.
Aunque se han vendido casi un millón de copias de sus libros de ajedrez, Pritchard es más conocido por ser el autor de The Encyclopedia of Chess Variants, en la que describe más de 1400 variantes diferentes.
Además de ser autor de libros sobre juegos, Pritchard fue editor de la revista Games & Puzzles de 1972 a 1981. También fue director de juegos de la Mind Sports Organisation y presidente de la British Chess Variants Society.

## Biografía
Durante y después de la Segunda Guerra Mundial, Pritchard fue un piloto de la RAF que sirvió principalmente en el Lejano Oriente, obteniendo el rango de líder de escuadrón. Durante su servicio en la RAF ganó los campeonatos de ajedrez de Singapur (1954) y Malasia (1955).
Como jugador de ajedrez en Gran Bretaña, Pritchard tuvo algunos éxitos, venciendo a los grandes maestros británicos Jonathan Penrose y Tony Miles, ganando el Campeonato de los Condados del Sur y ganando múltiples Competiciones de Ajedrez de la Batalla de Gran Bretaña, una organización de la que fue presidente. Los intereses de Pritchard se extendieron más allá del ajedrez a otros juegos de interior.
Pritchard se casó con la campeona británica femenina de ajedrez Elaine Saunders en 1952. Tenían una hija, Wanda, y, en el momento de la muerte de Pritchard, cinco nietos.

## Escritor
Los primeros escritos de Pritchard fueron textos de ajedrez para principiantes. Begin Chess y The Right Way to Play Chess, publicados por primera vez en la década de 1950, han vendido desde entonces cientos de miles de copias.
Pritchard también escribió sobre otros juegos, como go, shogi, xiangqi y Mahjong. Editó dos revistas, The Gamer y Games & Puzzles, con un alcance igualmente amplio y se desempeñó como director de juegos de la Mind Sports Olympiad.
Pritchard fue presidente de la Sociedad Británica de Variantes de Ajedrez e inventó varios de estos juegos. La Encyclopaedia of Chess Variants (1994), que analiza más de 1400 variantes diferentes, se considera su obra magna y el trabajo definitivo en este campo. Esto fue seguido por Popular Chess Variants (2000), que cubre 20 juegos en mayor profundidad. Una segunda edición de The Encyclopaedia of Chess Variants estaba a punto de completarse en el momento de la muerte de Pritchard. Siguiendo el trabajo de John Beasley, se publicó en 2007 con el título The Classified Encyclopedia of Chess Variants.

### Citas
“Cualquiera puede inventar una nueva variante del ajedrez en diez segundos, e infortunadamente muchos lo hacen.”
David Pritchard

### Material de archivo
Según la Sociedad Británica de Variantes de Ajedrez, la Biblioteca Ken Whyld del Musée Suisse du Jeu guardará cinco cajas de material de archivo relacionado con la investigación de Pritchard para The Encyclopedia of Chess Variants.

## Libros
- The Right Way to Play Chess (orig pub. 1950; 2000), ISBN 1-58574-046-2
- Play Chess (1960), ISBN 978-0716000266
- Begin Chess (1970), ISBN 978-0-7160-2100-1
- Go: A Guide to the Game (1973), ISBN 978-0571099559
- Puzzles and Teasers for Everyone (Ed., 1974) ISBN 978-0716006046
- Modern Board Games (Ed., 1975), ISBN 978-0860020592
- Oriental Board Games (folleto, 1977), ISBN 978-0715805244
- Popular Indoor Games (1977), ASIN B000PQ50XG
- Puzzles and Teasers for the Easy Chair (orig pub. 1977; 1988), ISBN 0-7160-0796-7
- Brain Games: The World's Best Games for Two (1982), ISBN 0-14-005682-3
- Five-Minute Games (1984), ISBN 978-0713514940
- Puzzles for Geniuses (1984), ISBN 0-13-744632-2
- Puzzles for Geniuses: Vol II (con Darryl Francis Pritchard, 1984), ASIN B000OIWREU
- First Moves: How to Start a Chess Game (1986), ISBN 0-06-463718-2
- Beginning Chess (1992), ISBN 0-451-17438-0
- The Encyclopedia of Chess Variants (1994), ISBN 0-9524142-0-1
- The Family Book of Games (1994), ISBN 1-86019-021-9
- Card Games (folleto, 1995), ISBN 0-7136-3816-8
- Patience Games (con David Parlett, 1996), ISBN 0-7136-4208-4
- Popular Chess Variants (2000), ISBN 0-7134-8578-7
- Honeycomb Chess (con Douglas Graham Reid, 2002), ISBN 0-9524142-1-X
- The New Mahjong: The International Game (2004), ISBN 978-0716021643
- A Family Book of Games (2007), ISBN 1-902407-52-0
- Teach Yourself Mahjong (2007), ISBN 0-07-147882-5
- The Classified Encyclopedia of Chess Variants (2007),[6] ISBN 0-9555168-0-3